# Besansegel
| Zum Anklicken des Bildes außerhalb der Markierung klicken. |

| Zum Anklicken des Bildes außerhalb der Markierung klicken. |

| Zum Anklicken des Bildes außerhalb der Markierung klicken. |

| Zum Anklicken des Bildes außerhalb der Markierung klicken. |

Der Besan oder das Besansegel ist ein Segel in Längsschiffsrichtung (Schratsegel) an dem  achtersten (hintersten) Mast vieler Segelschiffe. Die Bezeichnung wird auf den meisten Segelschiffen mit mindestens drei Masten und auf manchen zweimastigen Segelschiffen benutzt.
Das Wort Besan ist niederländisch vom arabischen Wort mazan für Mast, dessen Segel das Schiff in gleichmäßiger Fahrt hält. Dieser Begriff gelangte wie auch andere Marinebezeichnungen arabischer Herkunft durch den Mittelmeerhandel in das nördliche Europa. Ältere Formen des Begriffes in deutscher Sprache sind missan (1487) und Meisan (1636). Erst ab dem 16. Jahrhundert erschien die heutige Form mit dem anlautenden Buchstaben b.

Dieses Segel wird manchmal auch Treiber bzw. auf Zeesenbooten Bullsegel oder Bulle genannt.

## Geschichte und Einsatz
Das Besansegel war ursprünglich ein zusätzliches Gaffelsegel am hintersten Mast eines Vollschiffes, dem Kreuzmast. Im Laufe der Entwicklungsgeschichte des Segelschiffs kam die Bark auf, deren letzter Mast – der sog. Besanmast – nur Gaffelsegel trägt: Über dem Besansegel (auch geteilt als Ober- und Unterbesan mit zwei Gaffeln) wird hier ein Besantoppsegel gesetzt. Auf Schonern mit drei und mehr Masten wird ebenfalls vom Besan gesprochen. Moderne, kleinere Bootstypen mit Besansegel sind z. B. die Ketsch und die Yawl. Auf Booten oder Schiffen mit Bermudatakelung (Hochtakelung) ist (auch) der Besan ein dreieckiges Segel.
Auf Vollschiffen ist der Besan traditionell das einzige Gaffelsegel. Das Besansegel auf Segelbooten/Schiffen ist das letzte Segel, das nach dem Segelsetzen oder nach einem Kurswechsel getrimmt (eingestellt) wird.